# Reine (Oberstdorf)
Reine (mundartlich: Ruinə) ist ein Gemeindeteil der Marktgemeinde Oberstdorf im bayerisch-schwäbischen Landkreis Oberallgäu.

## Geographie
Die Einöde liegt circa 3,5 Kilometer westlich des Hauptorts Oberstdorf am Fuße des Geißbergs.

## Ortsname
Der Ortsname stammt vom frühneuhochdeutschen Wort rain für schmaler, zumeist grasiger Abhang längs einer Straße; etwas höher gelegener Längsstreifen als Grenze und bedeutet (Siedlung bei/an) einem Abhang neben einer Straße.

## Geschichte
Reine wurde vermutlich erstmals urkundlich im Jahr 1473 mit Hans Müller zu Tüffenbach am Layn in Vischinger pfarr , der hier sesshaft ist,  erwähnt. Im Jahr 1682 wird eine Holzmark im Raine(n) erwähnt. Die heutige Siedlung entstand vermutlich im Jahr 1775 mit der Vereinödung Tiefenbachs. Erstmals als Siedlung erwähnt wurde Reine im Jahr 1950 im Ortsverzeichnis mit drei Wohnhäusern.